# 宮崎県道345号佐土原停車場線
宮崎県道345号佐土原停車場線（みやざきけんどう345ごう さどわらていしゃじょうせん）は、宮崎県宮崎市を通る一般県道である。

## 概要
日豊本線佐土原駅前から宮崎市佐土原町松小路に至る。

### 路線データ
- 起点：宮崎市佐土原町松小路（広瀬停車場・日豊本線 佐土原駅前）
- 終点：宮崎市佐土原町松小路（国道10号交点）

## 歴史
- 1959年（昭和34年）6月1日 - 宮崎県告示第226号[1]により路線認定される。

## 地理

### 通過する自治体
- 宮崎市

### 交差する道路
| 交差する道路 | 交差する場所   | 交差する場所 |
| ------------ | -------------- | ------------ |
| 国道10号     | 佐土原町松小路 | 終点         |

### 沿線
- JR九州日豊本線 佐土原駅